# سلمى مائير
سلمى مائير (بالعبرية: זלמה מאיר) وتُعرف أيضاً باسم الأخت سلمى (بالألمانية: Schwester Selma) وُلِدت في هانوفر، ألمانيا في 3 فبراير 1884 وتُوفِيت في القدس، إسرائيل في 5 فبراير 1984 عن عمر ناهز 100 عام). كانت مديرة التمريض في المركز الطبي شعاري تسيديك الأصلي على شارع يافا في القدس لما يقرب من 50 عاماً. لسنوات عديدة، كانت هي المساعد الأيمن للمدير المؤسس للمستشفى، الدكتور موشيه والاش. عملت لساعات طويلة وببنى تحتية محدودة، ودربت وأشرفت على جميع العاملين في المستشفى من 1916 إلى سنة 1930، وأسست مدرسة شعاري تسيديك للتمريض في عام 1934. لم تتزوج قط، وأقامت في غرفة في المستشفى حتى آخر يوم في حياتها. في سنواتها الأخيرة أصبحت معروفة باسم «اليهودية فلورنس نايتنجيل» نظراً لعقود من التفاني ونكران الذات في رعاية المرضى.

## السيرة الذاتية

### النشأة والتعليم
وُلِدت سلمى مائير في 3 فبراير 1884 بمدينة هانوفر، ألمانيا، لعائلة يهودية فقيرة. تُوفيت والدتها أثناء الولادة عندما كانت سلمى في الخامسة من عمرها، تاركة خمسة أطفال يتامى. وكتبت سلمى فيما بعد: «لأنني فقدت أمي في سن مبكرة جداً فقد كانت مرحلة الشباب لدي صعبة، ونمت في نفسي حاجة قوية لمنح الناس ما فاتني كثيراً: حب الأم وحب البشر. لذلك اخترت مهنة التمريض».
في عام 1906 بدأت العمل كممرضة في مستشفى سالومون هاين [الألمانية] في هامبورغ. تلقت تدريباً أثناء العمل في المستشفى في أقسام الطب الباطني والجراحة وطب الأطفال وطب التوليد. في عام 1913، اجتازت هي وممرضة أخرى امتحانات ترخيص التمريض الحكومي، لتصبح من أول الممرضات اليهوديات اللواتي حصلن على دبلوم الدولة الألمانية.

### مديرة التمريض

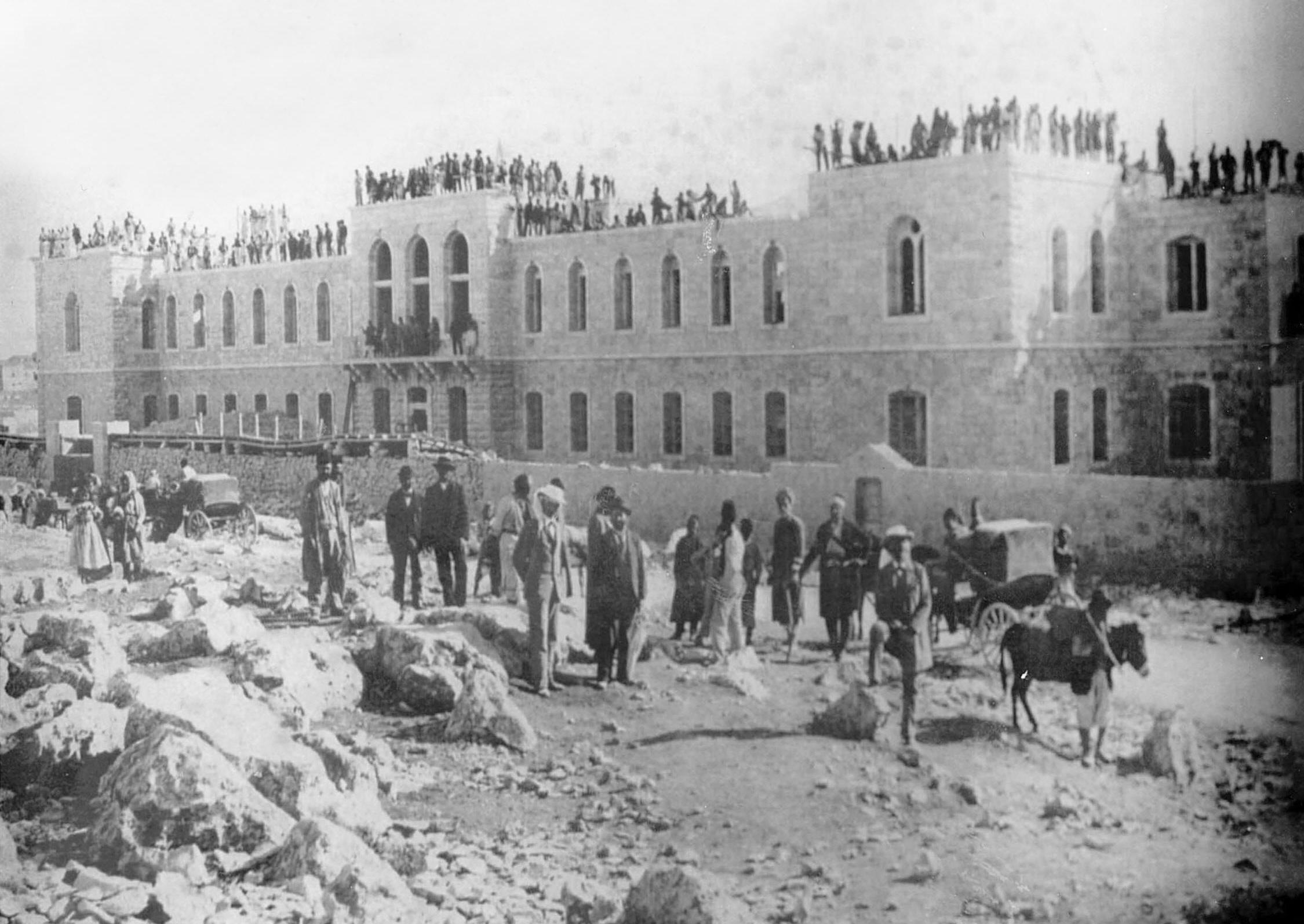
مستشفى شعاري تسيديك قيد الإنشاء، حوالي عام 1901.

في عام 1890، أرسلت اللجنة المركزية لبناء مستشفى يهودي في القدس، التي تتخد من فرانكفورت مقراً لها، الدكتور موشيه والاش، وهو طبيب يهودي ألماني، إلى فلسطين لفتح مستشفى يهودي. في عام 1902 افتتح مستشفى شعاري تسيديك على شارع يافا، وهو أول مستشفى يهودي في المدينة الجديدة. بدأ والاش مع ممرضتين أوروبيتين مدربتين هما الأخت ستيبل والأخت فان غيلدر، ولكن استقالت إحداهما بسبب «الظروف البدائية» التي كانت متوفرة في المستشفى في تلك السنوات، وفرت الأخرى إلى ألمانيا خلال الحرب العالمية الأولى. وعلى إثر ذلك عاد والاش إلى أوروبا في عام 1916، خلال الحرب العالمية الأولى بسبب حاجته الماسة لممرضة رئيسية. وقد أُعجِب بالهيكل التنظيمي المماثل لمستشفى سالومون هاين في هامبورغ، وسأل مديرة التمريض هناك عن ما إذا كانت تستطيع توفير أحد موظفيها له. وأوصته بسلمى مائير والتي كانت تبلغ من العمر آنذاك 32 عاماً، ووافقت على عقد مدته ثلاث سنوات لإنجاز خدمتها في فلسطين.
استغرقت رحلة سلمى مائير بالقطار أربعة أسابيع عبر أوروبا الوسطى وتركيا ودمشق، ووصلت إلى شعاري تسيديك في ديسمبر 1916. وبعد عدة أسابيع، أُصيبت القدس بوباء التيفوئيد الذي دام لسنة، كما احتدم التيفوس والتهاب السحايا في المدينة. وأغرقت المياه المستشفى المكون من 40 سريراً، والذي أضاف 110 آخرين لاستيعاب المرضى. وظف المستشفى عمالاً غير مدربين، وقامت سلمى بتجهيزه «بالقمصان والأغطية» لحمايتهم من العدوى؛ أمرت جميع المرضى القادمين بغسل وحلق أجسادهم بالكامل. كما قامت سلمى بتقديم المعايير الألمانية للتمريض إلى أجنحة المستشفى، بما في ذلك الزي الأبيض لجميع العاملين في المستشفى، وتغيير الزي الرسمي وشراشف السرير يومياً، والاستحمام اليومي لجميع المرضى.
أثناء محاولة توفير مستوى عالٍ من رعاية المرضى اليهود والمسيحيين والعرب، عملت شعاري تسيديك بدون كهرباء أو سباكة داخلية أو تدفئة مركزية أو مواقد غاز للطهي. وتم استخدام سخانات الكيروسين لتسخين ماء الحمام، واُستخدمت مصابيح البارافين في غرفة العمليات. كان من الصعب الاحتفاظ بالموظفين بسبب ظروف العمل والطبيعة الدقيقة والمزاجية للدكتور والاش. ومع ذلك، عملت سلمى لمدة 18 ساعة، وتوقعت من ممرضاتها ومساعديها إظهار نفس أخلاقيات العمل.
خلال تلك الحقبة، تم تدريب الممرضات والقابلات بالمستشفى على الوظيفة. قامت سلمى بتدريب جميع الممرضات، وممرضات غرفة العمليات، والقابلات في المستشفى، وأشرفت عليهن، وعلمتهن بدءًا من كيفية ترتيب سرير المستشفى، إلى كيفية تغيير حفاض الأطفال حديثي الولادة والرضع. في بعض الأحيان، نابت عن القابلات اللواتي لم يعشن في المبنى. لسنوات عديدة، كانت سلمى المساعد الأيمن للدكتور والاش في مجالات توسيع وكحت الرحم، القصبات الهوائية وختان الطقوس، ورافقته على المكالمات المنزلية، ووقفت معه كمديرة للمستشفى عندما كان بعيداً. بين عامي 1916 و1930 كانت مسؤولة أيضاً عن الإمدادات وصيانة المبنى، والتأكد من أن الكشروت في المطبخ يفي بمعايير الدكتور والاش الصارمة.
في أجنحة المستشفى، زرعت روحاً دافئة وحرصت على الرعاية الشخصية للمرضى التي لا تزال تمثل طريقة عمل للمستشفى حتى يومنا هذا. كانت تذكّر طلابها باستمرار: «أولئك الذين يأتون إلينا بحاجة إلى المساعدة». كتبت في مذكراتها: «قبل كل شيء يجب أن نتذكر وأن لا ننسى أبداً أن على المرء أن يجرب كل شيء عند التعامل مع المريض ليسبب له القليل من الألم قدر الإمكان ولتجنب أي جهد».
شمل عقد سلمى عطلة لمدة ثلاثة أشهر في ألمانيا كل ثلاث سنوات، لكنها استفادت من هذا الشرط مرتين فقط، في عام 1922 و1925. في عام 1927، عُرض عليها منصب رئيسة الممرضات في معهد إيدنغن شتيفت، وهو مستشفى يهودي في لايبزيغ. في حين أنها نظرت بشكل جدي في العرض، أقنعها مجلس مديري شعاري تسيديك ومقره فرانكفورت بعدم المغادرة، مع وعد «بدعمها لبقية حياتها».
كانت سلمى الممرضة الوحيدة في غرفة العمليات أثناء العمل في مذبحة الخليل عام 1929. تمكن فريق الإنقاذ من إخلاء الجرحى من الخليل ونقلهم إلى مستشفى شعاري تسيديك ومركز هداسا الطبي في القدس. جاء أخصائيون من جميع أنحاء القدس إلى شعاري تسيديك للعمل على علاج الجرحى، وساعدتهم سلمى لمدة 23 ساعة بدون انقطاع.
أُعلنت خطة الأمم المتحدة لتقسيم فلسطين في نوفمبر 1947 خلال إجازتها السنوية التي استمرت أسبوعين، والتي قضتها مع الأصدقاء في نهاريا. فور صدور القرار من قبل الجمعية العامة للأمم المتحدة، اندلعت الحرب الأهلية 1947-1948، مما أدى إلى حصار عربي للقدس. ورغبة منها في العودة إلى وظيفتها في المستشفى، أمضت سلمى ثلاثة أسابيع في تقديم التماس إلى مكاتب حكومة الانتداب البريطاني، والحكومة الإسرائيلية القادمة، وحتى الزعماء السريين لمساعدتها. في الأخير، وافق الجيش على وضعها على واحدة من قوافلها المسلحة التي توفر الطعام والدواء للمدينة المحاصرة.
عقب انتشار مرض شلل الأطفال في إسرائيل في أوائل الخمسينيات، كان مستشفى شعاري تسيديك المستشفى الوحيد في القدس الذي كان به جناح عزل. عرضت سلمى الإخلاص المستمر لتشغيل آلات الرئة الحديدية، والتدريس والإشراف على الأفراد غير المدربين الذين تم انتدابهم للعمل في الجناح.

### مدرسة شعاري تسيديك للتمريض

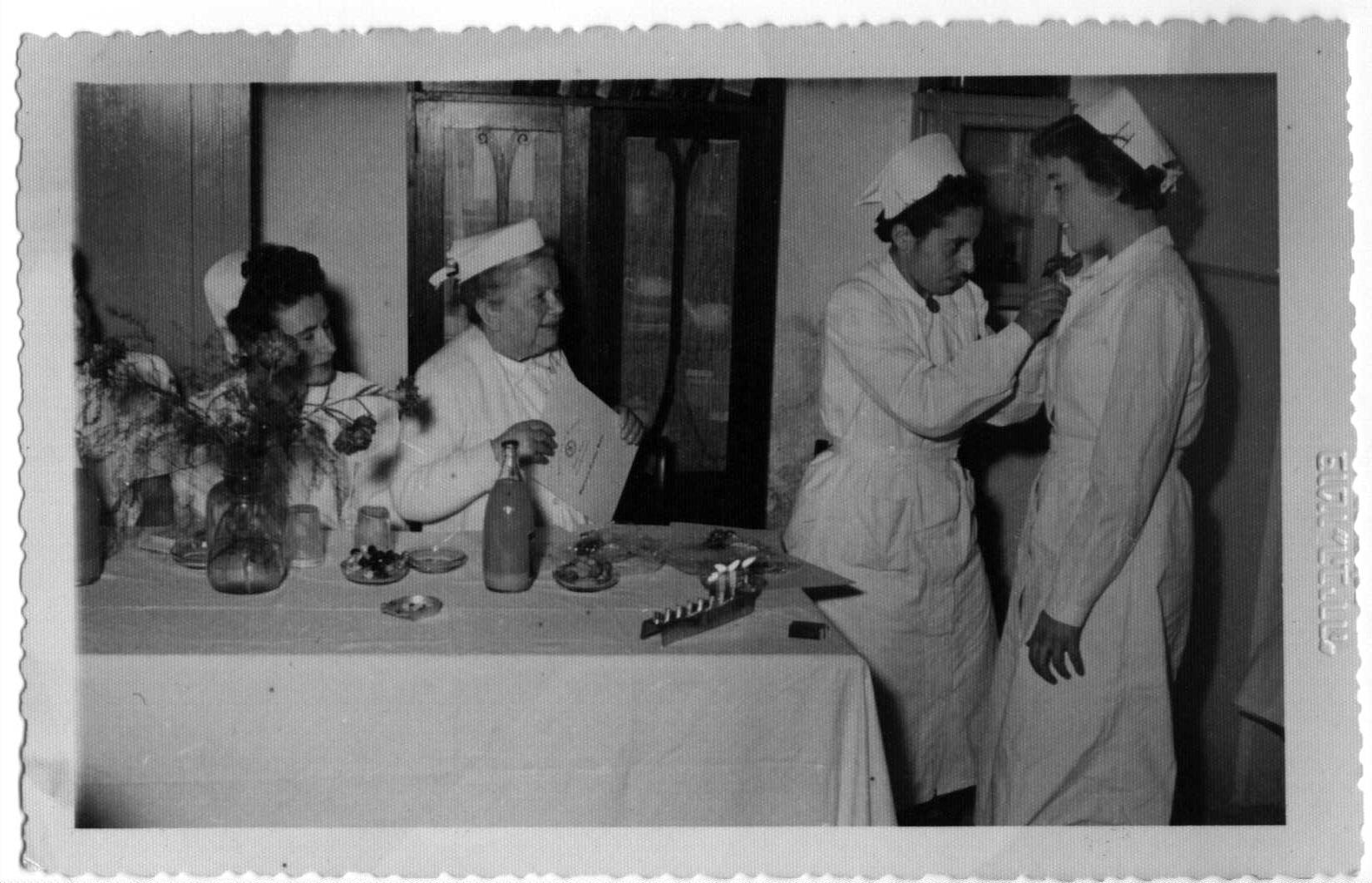
خريجة مدرسة التمريض تتلقى دبوس ممرضة بينما تنظر إليها سلمى مائير (الثانية من اليسار)، حوالي عام 1954.

في عام 1934، أسست سلمى مائير مدرسة شعاري تسيديك للتمريض. عورضت الفكرة في بادئ الأمر من قبل الدكتور والاش، الذي كان قلقاً من أن المدرسة سوف تركز على النظرية العملية للتمريض، لكن منهج سلمى أثبت له أنه مخطئ. تم إجراء الامتحانات بعد دورة الدراسة لمدة ثلاث سنوات من قبل أطباء من مستشفى الحكومة البريطانية في القدس. قامت سلمى مائير بتدريس جميع فصول التمريض العملية في السنوات الأولى من المدرسة. بعد وفاتها، قامت المدرسة بتأسيس جائزة الأخت سلمى، والتي تُمنح للخريجين في كل عام.

### السنوات الأخيرة
واصلت سلمى العمل وهي في الثمانينيات من عمرها. حتى في هذا السن، لم تعتبر جمعها للقمامة من الطوابق إهانة لكرامتها، لكي تذكّر تلاميذها أنه «لا يوجد شيء مهين في عملنا». في عام 1973، أثناء فترة نقاهة من عملية إزالة المياه البيضاء، قامت بإملاء مذكرات قصيرة بعنوان "Mein Leben und Erlebnisse im Shaare Zedek Spital" («حياتي والتجارب في 'شعاري تسيديك'»).
عندما انتقل المستشفى إلى مقر جديد وأكثر حداثة في حي بييت فيغان في عام 1980، انتقلت سلمى أيضاً معه. وقد توفيت يوم الأحد 5 فبراير 1984، بعد يومين من عيد ميلادها المئوي - في نفس اليوم تم التخطيط لحدث إجلال خاص تكريماً لها في المستشفى.

## الشخصية
كانت سلمى ذات قامة قصيرة، إذ بلغ طولها أقل من 5 أقدام (1.5 متر)، وكانت معروفة بلطفها وتدقيقها. تبنت كشعار شخصي لها قصيدة للشاعر الهندي رابندرانات طاغور، والتي احتفظت بها على الحائط في غرفتها:
نمت وحلمت
تلك الحياة كانت فرحة.
استيقظت ورأيت
تلك الحياة كانت واجبة.
تصرفت ولمحت،
أن الواجب فرح.
لم تتزوج قط هي والدكتور والاش، وعاشا في غرف منفصلة في المستشفى. غالباً ما رحبت بالموظفين والمرضى لإجراء دردشة في غرفتها ذات الأثاث المتواضع، حيث تصب لهم أكواباً من الشاي بالنعناع.
تبنت سلمى والدكتور والاش ثلاث بنات تم التخلي عنهن في المستشفى. إحداهما كان اسمها ساموهاه كالديرون، والتي ماتت والدتها وانضم والدها إلى الجيش التركي؛ وبسبب ذلك طلب منهما أجداد الطفلة الاحتفاظ بالرضيعة. أُعطيت لهما الطفلة الثانية بوليسا، من قبل والدها، الذي حملها على طول الطريق من سوريا. كانت والدتها قد ماتت في الطريق. قُتِلت بوليسا في تفجيرات شارع بن يهودا عام 1948. أما الطفلة الثالثة فاسمها سارينا. نشأت الفتيات في المستشفى وتم إرسالهن إلى المدرسة. أصبحت إحدى الفتيات ممرضة؛ في حين أن الأخرى أصبحت فنية أسنان.

## الجوائز والتقدير

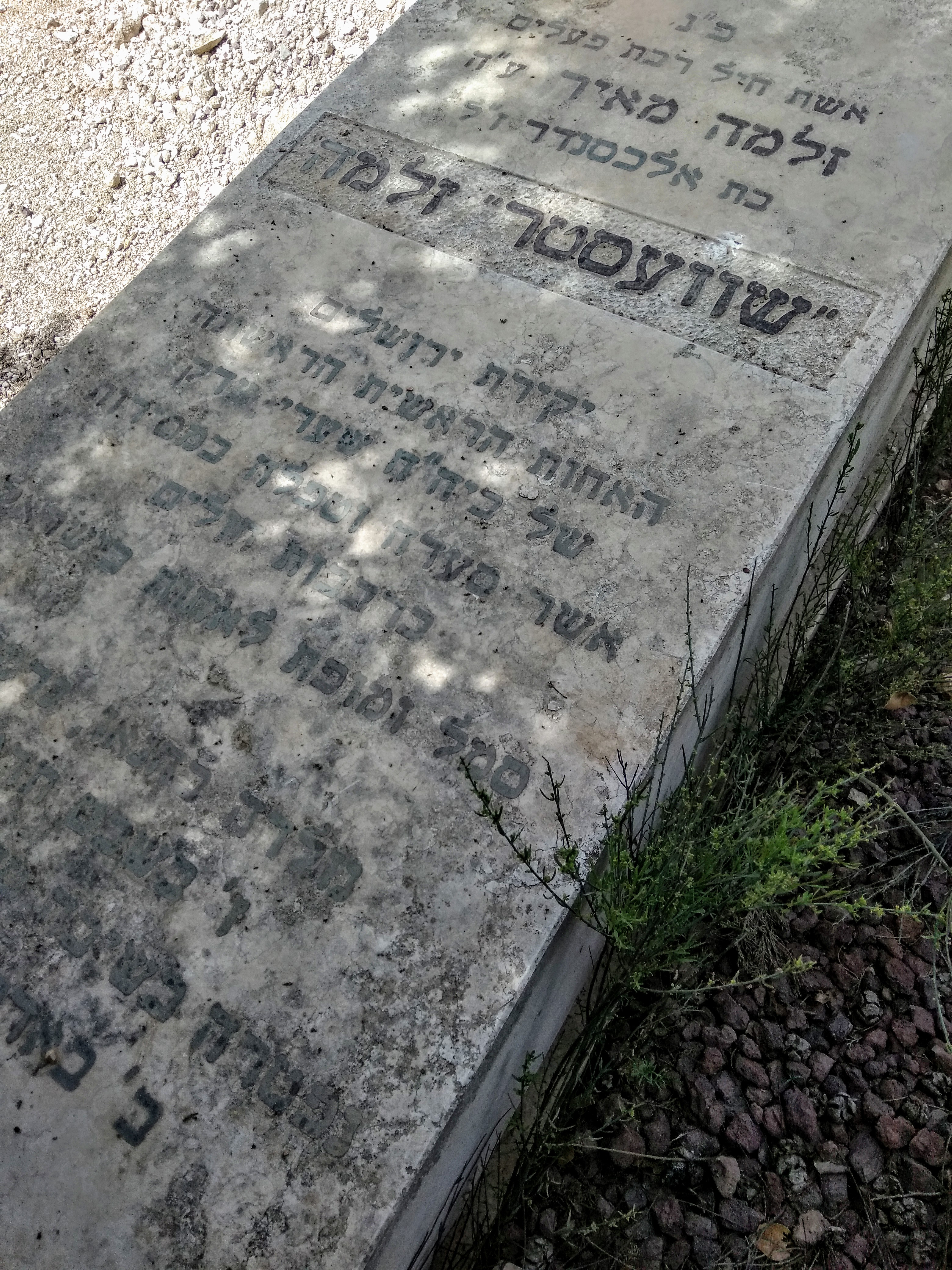
قبر سلمى ماشير، هار همنوحوت، القدس.

في عام 1974، عن عمر يناهز التسعين، تم تسمية سلمى مائير «الشخصية البارزة في القدس» من قبل عمدة القدس تيدي كوليك. في 29 ديسمبر 1975، اعتبرتها مقالة مجلة تايم كواحدة من «القديسين الأحياء» في العالم في قائمة ضمت الأم تيريزا والأخت آني ودوم هيلدر كامارا والأب متى المسكين. وصفتها العديد من المنشورات بأنها «اليهودية فلورنس نايتنجيل» نظراً لعقود من التفاني ونكران الذات لرعاية المرضى.
تسلمت سلمى مائير ذات مرة خاتماً من الماس من إحدى الناجيات من الهولوكوست، وكانت هذه الأخيرة قد حصلت على المادة الثمينة من أختها قبل ترحيلها، قائلة: «إذا لم أعد، أعطها لإنسان لم يتزوج أبداً وكرس حياته لمساعدة أشخاص آخرين». عندما قرأت الناجية عن سلمى مائير في الصحافة الأوروبية، قامت بإعطائها الخاتم.